# Nohuttepe, Silvan
Nohuttepe là một xã thuộc huyện Silvan, tỉnh Diyarbakır, Thổ Nhĩ Kỳ. Dân số thời điểm năm 2008 là 176 người.